# Hertogdom Mecklenburg-Schwerin
Het hertogdom Mecklenburg-Schwerin was een hertogdom in het Heilige Roomse Rijk dat bestond tussen 1621 en 1815. Het gebied ontstond toen Frederik Willem en Adolf Frederik II het hertogdom Mecklenburg verdeelden in Mecklenburg-Schwerin en Mecklenburg-Strelitz. Het gebied werd bestuurd door de opvolgers van het huis Mecklenburg.

## Geschiedenis
Het hertogdom ontstond in 1621 toen de broers Adolf Frederik I en Johan Albrecht II Mecklenburg onderling opdeelden in Mecklenburg-Schwerin en Mecklenburg-Güstrow. De twee linies behielden echter een gemeenschappelijke landdag die afwisselend in Sternberg en Malchin daagde. In de Dertigjarige Oorlog werd Albrecht von Wallenstein beleend met geheel Mecklenburg, dat het wantrouwen van de keizer had gewekt. De hertogen werden later in hun bezit hersteld.
Adolf Frederiks heerschappij in Schwerin werd gekenmerkt door een voortdurende strijd met de stenden en zijn familie. Zijn zoon Christiaan Lodewijk I (1658-1692) bekeerde zich in 1663 tot het katholicisme.
Het uitsterven van de linie Güstrow in 1695 leidde tot een jarenlang conflict tussen Christiaan Lodewijks neef en opvolger Frederik Willem (1692-1713) en diens oom Adolf Frederik II. Dit leidde op 8 maart 1701 tot een delingsverdrag. Volgens dit verdrag verkreeg Frederik Willem als rechtmatig opvolger van de hertogen van Güstrow het overgrote deel van het Mecklenburgse gebied (Mecklenburg-Schwerin) en werd Adolf Frederik schadeloos gesteld met enige gebieden (Mecklenburg-Strelitz) en een jaarlijkse toelage.
Frederik Willem raakte in Schwerin met zijn ridderschap in een zodanig conflict dat hij – vergeefs – militaire hulp van Pruisen zocht. Zijn broer en opvolger Karel Leopold (1713-1747) stortte het land door zijn deelname aan de Noordse Oorlog diep in de schulden. Een nieuw conflict met de standen (1715) onder zijn bewind leidde tot Russische en daarna keizerlijke interventie. Omdat Karel Leopold zich hardnekkig tegen de besluiten van de keizerlijke commissie te Rostock verzette, ontzette keizer Karel VI hem in 1728 uit zijn ambt ten gunste van zijn broer Christiaan Lodewijk II (1728/1747-1756). Protest van de standen tegen de gang van zaken, een opstand in 1733 en Pruisische inmenging ten gunste van Karel Leopold bleven zonder resultaat.
Christiaan Lodewijks zoon en opvolger Frederik II de Goedige (1756-1785) kreeg door zijn anti-Pruisische houding in de Zevenjarige Oorlog Pruisische invallen te verduren. Hij voerde talrijke hervormingen door en verkreeg in 1779 – tot groot ongenoegen van de ridderschap – het privilegium de non appellando.
In het verdrag van Malmö van 26 juni 1803 verpandt Zweden aan Mecklenburg-Schwerin voor de duur van 100 jaar de stad en de heerlijkheid Wismar en de ambten Poel en Neukloster. Op 17 februari 1808 trad de hertog gedwongen toe tot de Rijnbond. Frederik Frans werd in 1815 verheven tot groothertog en trad toe tot de Duitse Bond. In 1819 werd de lijfeigenschap afgeschaft, maar Mecklenburg-Schwerin bleef een zeer conservatief, feodaal land.

## Hertogen
- 1621-1628: Adolf Frederik I
- 1628-1631: Albrecht von Wallenstein
- 1631-1658: Adolf Frederik I
- 1658-1692: Christiaan Lodewijk I
- 1692-1713: Frederik Willem
- 1713-1747: Karel Leopold
- 1747-1756: Christiaan Lodewijk II
- 1756-1785: Frederik II
- 1785-1837: Frederik Frans I
- 1837-1842: Paul Frederik
- 1842-1883: Frederik Frans II
- 1883-1897: Frederik Frans III
  - 1894-1901: Johan Albrecht (regent)
- 1897-1918: Frederik Frans IV